# Уоллес, Рэндалл
Рэндалл Уоллес (англ. Randall Wallace; род. 28 июля 1949, округ Хендерсон, Теннесси, США) — американский кинорежиссёр, сценарист, продюсер и автор песен.

## Биография
Начал писать рассказы в возрасте семи лет. После средней школы, окончил Университет Дьюка в городе Дарем, Северная Каролина, США, где изучал русскую филологию и язык, богословие, был членом студенческого братства Lambda Chi Alpha . Через год окончил семинар по боевым искусствам. Обладатель чёрного пояса по карате.
Переехал в Лос-Анджелес, где занялся литературным творчеством, начал писать рассказы, романы и сценарии для фильмов. В Голливуде пробовал себя в пении и написании песен. За несколько месяцев на новом месте ему удалось стать продюсером и сценаристом компании Stephen J. Cannell Productions Стивена Кеннела.
В обоих этих статусах начал работать над короткими сериалами «J.J. Starbuck» с Дэйлом Робертсоном, «Sonny Spoon» с Марио Ван Пиблзом и «Психи полицейские» с Доном С. Дэвисом.
В конце 1980-х и начале 1990-х годов писал сценарии для телевидения.
Он автор 16 сценариев, как режиссёр снял 5 кинолент.
Во время поездки в Эдинбург американский продюсер 'познакомился' с историей Уильяма Уоллеса, легендарного национального героя, возглавлявшего восстание против английского господства при короле Эдварде Длинноногом. После изучения материала о мятежнике, появился сценарий фильма «Храброе сердце». Работа привлекла внимание Мела Гибсона, который стал режиссером и главной звездой биографического экшна. Сценарий Рэндалла был встречен похвалой кинокритиков, восторгом зрителей. В 1995 году фильм «Храброе сердце» был выдвинут на 10 номинаций премии «Оскар» Американской киноакадемии и выиграл 5 из них, включая награды за лучший фильм 1995 года, за лучший грим, режиссуру, работу оператора и звуковые эффекты.
В 1995 Рэндалл Уоллес был награждён Премией Гильдии американских писателей за лучший оригинальный сценарий (англ. Writers Guild of America Award for Best Original Screenplay).
При съёмок ремейка исторического фильма «Человек в железной маске» (1998) Уоллес уже сам выступил в роли режиссёра, взяв на роль короля Людовика XIV актера Леонардо Ди Каприо.
Снял несколько фильмов о Второй мировой войне. Он написал историю о двух друзьях-летчиках, влюбленных в одну женщину. Диснеевский фильм «Перл-Харбор» взялся снять режиссёр Майкл Бэй, а главные роли достались Бену Аффлеку, Джошу Хартнетту и Кейт Бекинсейл. Несмотря на трудности, возникшие в ходе съёмок, включая стычку сценариста и режиссёра, фильм был одним из самых ожидаемых проектов 2001-го, собрав в конечном итоге почти 450 млн долларов.
Сохраняя настроенность на военную тематику, Уоллес в качестве режиссёра начал съемку исторического боевика «Мы были солдатами» с Мелом Гибсоном.
Последние работы Рэндалла — сценарий и режиссура мелодрамы «The Mercenary: Love and Honor» 2009 года, съёмка картины «Лошадь по кличке Секретариат» 2010 года (в российском прокате «Чемпион»), а также роль соавтора сценария фантастического фильма «Лошадь 20 000 льё под водой: Капитан Немо» и драмы «Атлант расправил плечи» с Шарлиз Терон, оба 2011 года, «Небеса для реального» 2014 г.

## Избранная фильмография
- 1995 — Храброе сердце (сценарий)
- 1996 — Тёмный ангел (сценарий)
- 1998 — Человек в железной маске (сценарий, режиссура)
- 2001 — Перл-Харбор (сценарий)
- 2002 — Мы были солдатами (сценарий, режиссура)
- 2010 — Чемпион (сценарий, режиссура)

Р. Уоллес — автор семи романов, напечатанных «The New York Times» и слов к знаменитому лирическому саундтреку на музыку Н. Гленни-Смита «Mansions of the Lord», первоначально написанного для фильма «Мы были солдатами» и исполненного на официальной церемонии похорон президента США Рональда Рейгана в 2004 г.
В 2008 году Уоллес написал совместно с певцом и поэтом-песенником Ричардом Марксом несколько песен. Одна из этих песен «Flame In Your Fire» появилась в альбоме Маркса «Emotional Remains» .